# Schaffhouse-sur-Zorn
Schaffhouse-sur-Zorn är en kommun i departementet Bas-Rhin i regionen Grand Est (tidigare regionen Alsace) i nordöstra Frankrike. Kommunen ligger i kantonen Hochfelden som tillhör arrondissementet Strasbourg-Campagne. År 2018 hade Schaffhouse-sur-Zorn 407 invånare.

## Befolkningsutveckling
Antalet invånare i kommunen Schaffhouse-sur-Zorn
| Referens: INSEE |